# Список глав государств в 1801 году
| 1800 ← Список глав государств по годам → 1802 |

## Азия
- Абхазское княжество — Келеш-бей, князь[англ.] (ок. 1780—1808)
- Азербайджан — 
  -  Ардебильское ханство — Насир, хан (1792—1808)
  -  Бакинское ханство — Хусейн-Кули, хан (1792—1806)
  -  Гянджинское ханство — Джавад, хан (1786—1804)
  -  Джавадское ханство — Сефи, хан (1794—1805)
  -  Карабахское ханство — Ибрагим Халил, хан (1763—1806)
  -  Карадагское ханство — Аббас Кули, хан (1797—1813)
  -  Кубинское ханство — Шейх Али, хан (1791—1806)
  -  Нахичеванское ханство — 
    - Аббас Кули, хан (1780/1781—1783, 1787, 1797—1801, 1804, 1807—1808, 1810—1812)
    - Келб-Али, хан (1787—1796/1797, 1801—1804, 1804—1807, 1808, 1809—1810, 1812—1817/1820)

  -  Талышское ханство — Мир Мустафа, хан (1786—1814)
  -  Шекинское ханство — Мухаммед Хасан, хан (1783—1795, 1797—1805)
  -  Ширванское ханство — Мустафа, хан (1792—1820)
- Бруней — Мухаммад Таджуддин, султан (1778—1807)
- Бутан — Друк Намгьял, друк дези (1799—1803)
- Великих Моголов империя — Шах Алам II, падишах (1760—1788, 1788—1806)
- Грузинское царство — 
  -  Гурийское княжество — Мамия V Гуриели, князь (1797—1826)
  -  Имеретинское царство — Соломон II, царь (1789—1810)
  -  Картли-Кахетинское царство — 
    - Давид XII, царь (1800—1801)
    - в 1801 присоединено к Российской империи

  -  Мегрельское княжество — Григорий Дадиани, князь (1788—1804)
- Дайвьет — Нгуен Куанг Тоан, император (1792—1802)
- Дербентское ханство — Гасан-ага, хан (1799—1802)
- Дирийский эмират — Абдул-Азиз ибн Мухаммад, эмир (1765—1803)
- Дурранийская империя — 
  - Заман-Шах, шах (1793—1801)
  - Махмуд-Шах, шах (1801—1803, 1809—1818)
- Индия —
  - Аджайгарх — Али Бахадур, раджа (1792—1802)
  - Алвар — Бахтавар Сингх, раджа (1791—1815)
  - раджа — Пратап Сингх I, рана (1765—1818)
  - Амбер (Джайпур) — Пратап Сингх, Махараджа савай (1778—1803)
  - Араккал[англ.] — Биби Джунумабе II, али раджа[англ.] (1777—1819)
  - Аркот (Карнатака) — 
    - Умдат уль-Умара, наваб (1795—1801)
    - Азим уль-Даула, наваб (1801—1819)

  - Ахом — Суклингфаа, махараджа[англ.] (1795—1811)
  - Баони — Насер ад-Доула, наваб (1800—1815)
  - Бансвара — Биджай Сингх, раджа (1786—1816)
  - Барвани — Мохан Сингх, рана (1794—1839)
  - Барода — Ананд Гаеквад, махараджа (1800—1818)
  - Башахра[англ.] — Угар Сингх, рана[кат.] (1785—1803)
  - Бенарес — Удит Нарайян Сингх, раджа (1795—1835)
  - Биджавар — Химмат Бахадур, раджа (1793—1802)
  - Биканер — Сурат Сингх, махараджа[англ.] (1787—1828)
  - Биласпур (Калур) — Махан Чанд, раджа (1778—1824)
  - Бунди — Умаид Сингх, раджа (1749—1770, 1773—1804)
  - Бхавнагар — Вакхатсинхжи Акхераджи, такур сахиб (1772—1816)
  - Бхаратпур — Ранджит Сингх, махараджа (1776—1805)
  - Бхопал — Хайят Мохаммад Хан, наваб (1777—1807)
  - Ванканер — Чандрасинхжи II Кесарисинхжи, махарана радж сахиб (1787—1839)
  - Гархвал — Прадиумна Шах, махараджа (1785—1804)
  - Гвалиор — Даулат Рао Шинде, махараджа (1794—1827)
  - Гондал — Деважи Саграмжи, тхакур сахиб (1800—1812)
  - Гулер[англ.] — Бхуп Сингх, раджа[англ.] (1790—1813)
  - Даспалла[англ.] — Гури Чаран Део Бханж, раджа[англ.] (1795—1805)
  - Датия — 
    - Шатружит Сингх, раджа (1762—1801)
    - Паричат Сингх, раджа (1801—1839)

  - Девас младшее[англ.] — Рукмангад Рао, раджа[англ.] (1790—1817)
  - Девас старшее[англ.] — Тукоджи Рао II, раджа[англ.] (1789—1827)
  - Джайнтия[англ.] — Рам Сингх, раджа[англ.] (1790—1832)
  - Джанжира — Джумруд Хан, вазир (1794—1803)
  - Джайсалмер — Мульраж II Сингх, махараджа (1762—1820)
  - Джалавад (Дрангадхра) — 
    - Джашвантсинхжи Гайсинхжи, сахиб (1782—1801)
    - Раисинхжи III Джашвантсинхжи, сахиб (1801—1804)

  - Дженкантал[англ.] — Рам Чандра, раджа[кат.] (1796—1807)
  - Джинд — Бхаг Сингх, раджа (1789—1819)
  - Джхабуа — Бхим Сингх, раджа (1770—1821)
  - Джунагадх — Мухаммад Хамид Ханжи I, наваб (1774—1811)
  - Дхар — Ананд II Павар, рана (1782—1807)
  - Дхолпур — междуцарствие (1784—1804)
  - Дунгарпур — Фатех Сал, махараджа (1790—1808)
  - Идар — Гамбхир Сингх, раджа (1791—1833)
  - Индаур — 
    - Ханде, махараджа (1799—1807)
    - Яшвант I, махараджа (1799—1811)

  - Камбей — Фатх Али Хан, наваб (1790—1823)
  - Капуртхала — 
    - Багх Сингх, махараджа (1783—1801)
    - Фатех Сингх, махараджа (1801—1837)

  - Караули — Манак Пал, махараджа (1772—1804)
  - Кач — 
    - Притхвираджи, раджа (1786—1801)
    - Райядхан III, раджа (1778—1786, 1801—1813)

  - Кишангарх — Кальян Сингх, махараджа (1797—1832)
  - Кодагу (Коорг)[англ.] — Додда Вира Ражендра, раджа[англ.] (1780—1809)
  - Колхапур — Шиваджи II, раджа (1762—1813)
  - Кота — Умед Сингх I, махараджа (1771—1819)
  - Кочин — Рама Варма IX, махараджа (1790—1805)
  - Куч-Бихар — Харендра Нарайян, раджа (1783—1839)
  - Ладакх — Цетен Намгьял, раджа[англ.] (1782—1802)
  - Лунавада[англ.] — Партаб Сингх, рана[англ.] (1786—1818)
  - Майсур — Кришнараджа Водеяр III, султан (1799—1868)
  - Малеркотла — Атаулла Хан, наваб (1784—1809)
  - Манди — Ишвари Сен, раджа (1788—1826)
  - Манипур — 
    - Рохин Чандра, раджа[англ.] (1798—1801)
    - Мадучандра Сингх, раджа[англ.] (1801—1806)

  - Маратхская империя — Шахуджи II, чхатрапати (император) (1777—1808)
  - Марвар (Джодхпур) — Бхим Сингх, махараджа (1793—1803)
  - Мевар (Удайпур) — Бхим Сингх, махарана (1778—1828)
  - Морви — Джияджи Вагхджи, сахиб (1790—1828)
  - Мудхол — Малоджирао III, раджа (1737—1805)
  - Набха — Джашвант Сингх, махараджа (1783—1840)
  - Наванагар — Джасаджи Лакхажи, джам (1767—1814)
  - Нагпур — Рагходжи II, махараджа (1788—1816)
  - Нарсингхгарх — Собхаг Сингжи, раджа (1795—1827)
  - Орчха — Викрамаджит Махендра, раджа (1776—1817, 1834)
  - Паланпур — Фируз Хан III, диван (1794—1812)
  - Панна — Кишор Сингх, раджа (1798—1834)
  - Патиала — Сахиб Сингх, махараджа (1781—1810)
  - Порбандар — Сартанжи II Викматжи, рана (1757—1813)
  - Пратабгарх — Савант Сингх, махарават (1774—1844)
  - Пудуккоттай — Виджайя Рагхунатха Тондемен, раджа (1789—1807)
  - Раджгарх — Пратап Сингх, рават (1790—1803)
  - Раджпипла — Аджабсинхжи, махарана (1786—1803)
  - Радханпур — Мухаммад Гази ад-Дин Хан, наваб (1787—1813)
  - Рампур — Ахмад Али Хан, наваб (1794—1840)
  - Ратлам — Парбат Сингх, махараджа (1800—1824)
  - Рева — Ажит Сингх, раджа (1755—1809)
  - Савантвади — Кхем Савант Бхонсле III, раджа (1755—1803)
  - Саилана — Лакшман Сингх, раджа (1797—1826)
  - Самбалпур[англ.] — под управлением маратхов из Нагпура (1800—1817)
  - Сангли — Чинтаман Рао I, раджа (1782—1851)
  - Сирмур — Карам Пракаш II, махараджа (1793—1803)
  - Сирохи — Баири Сал II, раджа (1782—1808)
  - Ситамау — Фатех Сингх, раджа (1752—1802)
  - Сонепур — Притхви Сингх Део, раджа (1781—1841)
  - Сукет — Бикрам Сен II, раджа (1791—1838)
  - Танджавур — Серфоджи II, раджа (1787—1793, 1798—1832)
  - Траванкор — Авиттом Тхирунал Баларама Варма, махараджа (1798—1810)
  - Трипура — Раджхар Маникья II, раджа[англ.] (1785—1806)
  - Фаридкот — Чарат Сингх, раджа (1798—1804)
  - Хайдарабад — Асаф Джах II, низам (1762—1803)
  - Хиндол[англ.] — Кишан Чандра, раджа[англ.] (1786—1829)
  - Чамба — Джит Сингх, раджа (1794—1808)
  - Чаркхари — Бикрамажит Сингх, раджа (1782—1829)
  - Чхатарпур — Кунвар Сон Шах, раджа (1785—1816)
  - Шахпура — Амар Сингх, раджа (1796—1827)
- Индонезия —
  - Аче — Алауддин Джахар уль Алам, султан (1795—1815, 1819—1823)
  - Бантам — 
    - Абу аль-Фатх Мухаммад Мухиуддин, султан[англ.] (1799—1801)
    - Абу аль-Нашар Мухаммад Исхак, султан[англ.] (1801—1802)

  - Бачан — Камарулла, султан[англ.] (1797—1826)
  - Дели — Гандар Вахид, туанку (1761—1805)
  - Джокьякарта — Хаменгкубувоно II, султан (1792—1810, 1811—1812, 1826—1828)
  - Ланфан[англ.] — Ян Сибо, президент[англ.] (1799—1804)
  - Мангкунегаран — Мангкунегара II, султан (1796—1835)
  - Понтианак — Абдуррахман Алькадри, султан (1778—1808)
  - Сиак — Аль-Саид аль-Шариф Али Абдул Джалил Зияифуддин Баалави, султан (1784—1810)
  - Сулу — Шараф уд-Дин, султан[англ.] (1789—1808)
  - Суракарта —  Пакубовоно IV, сусухунан (1788—1820)
  - Тернате — 
    - Саркан, султан (1796—1801)
    - Мухаммад Ясин, султан (1801—1807)

  - Тидоре — Нуку (Мухаммад аль-Мабус), султан[англ.] (1797—1805)
- Иран  — Фетх Али, шах (1797—1834)
- Йемен — 
  - Акраби — Аль-Махди ибн Али аль-Акраби, шейх (1770— 1833)
  - Алави — Шаиф I аль-Алави, шейх (1800—1839)
  - Аудхали — Джабиль ибн Салих, султан (ок. 1780 — ок. 1820)
  - Вахиди — Ахмад бин Хади, султан (1771—1810)
  - Верхняя Яфа — Кахтан I бин Умар аль-Хархара, султан (ок. 1800 — ок. 1810)
  - Катири — Мухсин ибн Ахмад аль-Катир, султан (1800—1830)
  - Лахедж — Ахмад I ибн Абд аль-Карим, султан (1791—1827)
  - Махра — Саид бин Тавари аль-Махри, султан (ок. 1800 — ок. 1820)
  - Нижняя Яфа — Али I ибн Галиб аль-Афифи, султан (ок. 1800 — 1841)
  - Фадли — Абдаллах II аль-Фадли, султан (1789—1805)
- Казахское ханство — 
  - Младший жуз — Айшуак, хан (1797—1805)
  - Средний жуз — Вали (Уали), хан (1781—1819)
- Казикумухское ханство — Сурхай II, хан (1789—1820)
- Камбоджа — междуцарствие (1796—1806)
- Канди — Викрама Раджасинха, царь[англ.] (1798—1815)
- Китай (Империя Цин)  — Цзяцин (Юнъянь), император[англ.] (1796—1820)
- Лаос  — 
  - Вьентьян  — Интхавонг Сетхатхиратх III, король (1795—1805)
  - Луангпхабанг  — Анурута, король (1792—1793, 1794—1819)
  - Пхуан  — Сомпху, король (1779—1803)
  - Тямпасак  — Фай На, король (1791—1811)
- Малайзия — 
  - Джохор — Махмуд Шах III, Султан[англ.] (1770—1811)
  - Кедах — Дзиаддин Мукаррам II, султан[англ.] (1797—1803)
  - Келантан — Мухаммад I, раджа[англ.] (1800—1835)
  - Негери-Сембилан — Хитам, ямтуан бесар (1795—1808)
  - Паттани — Датук Пенгкалан, султан (1791—1808)
  - Перак — Ахмадин-шах, султан (1786—1806)
  - Селангор — Ибрагим, султан (1778—1826)
  - Тренгану — Заинал Абидин II, султан (1793—1808)
- Мальдивы — Мухаммад Муинуддин I, султан (1799—1835)
- Мьянма (Бирма) — 
  - Йонгве[англ.] — Сао Юн, Саофа[англ.] (1762—1815)
  - Кенгтунг[англ.] — Конг Тай I, саофа[англ.] (1787—1813)
  - Конбаун — Бодопайя, царь (1782—1819)
  - Локсок (Ятсок)[англ.] — Хкун Сам Лик, саофа[англ.] (1791—1811)
  - Мокме[англ.] — Хсаи Кьяв, саофа[англ.]  (ок. 1800—1818)
  - Сенви[англ.] — Сао Хсо Ко, саофа[англ.] (1800—1815)
  - Сипау[англ.] — Хсве Кья, саофа[англ.] (1788—1809)
- Непал — Гирван Юддха Бикрам, король (1799—1816)
- Оман — Султан ибн Ахмед, султан (1792—1804)
- Османская империя — Селим III, султан (1789—1807)
- Пакистан — 
  - Бахавалпур — Мухаммад Бахавал Хан II, наваб (1772—1809)
  - Калат — Махмуд I, хан (1794—1817)
  - Лас Бела — Мир-хан I, хан (1776—1818)
  - Синд (династия Талпур) — 
    - Фатех Али Хан, мир (1783—1801)
    - Гулям Али, мир (1801—1811)

  - Хаирпур — Сохраб Хан, мир (1783—1830)
  - Харан — Джахангир, мир (1796—1804/1810)
  - Хунза[англ.] — Салим Хан III, мир[англ.] (1790—1825)
  - Читрал — Шах Мухтарам Катор II, мехтар (1788—1838)
- Рюкю — Сё Он, ван (1795—1802)
- Сиам (Раттанакосин)  — Рама I (Буддха Йодфа Чулалоке), король (1782—1809)
- Сикким — Цудпуд Намгьял, чогьял (1793—1863)
- Сикхское государство — Ранджит Сингх, махараджа (1801—1839)
- Тибет — Джампэл Гьяцо (Далай-лама VIII), далай-лама[англ.] (1762—1804)
- Узбекистан — 
  - Бухарский эмират —  Хайдар, эмир (1800—1826)
  - Кокандское ханство — Алим, хан (1798—1809)
  - Хивинское ханство (Хорезм) — Аваз, инак (1790—1804)
- Филиппины — 
  - Магинданао — Кибад Сахрийал, султан (1780—1805)
- Чосон  — Сунджо, ван (1800—1834)
- Япония — 
  - Кокаку, император (1779—1817)
  - Токугава Иэнари, сёгун (1787—1837)

## Америка
- Бразилия — 
  - Жозе Луиш ди Каштру, вице-король[порт.] (1790—1801)
  - Фернандо Жозе де Португаль э Каштру, вице-король[порт.] (1801—1806)
- Новая Гранада — Педро Мендинуэта и Мускис, вице-король (1797—1803)
- Новая Испания — Феликс Беренгер де Маркина, вице-король (1800—1803)
- Перу — 
  - Амбросио О’Хиггинс, вице-король (1796—1801)
  - Мануэль Арредондо, вице-король (1801)
  - Габриэль де Авильес, вице-король (1801—1806)
- Рио-де-ла-Плата — 
  - Габриэль де Авильес, вице-король (1799—1801)
  - Хоакин дель Пино, вице-король (1801—1804)
- Соединённые Штаты Америки — 
  - Джон Адамс, президент (1797—1801)
  - Томас Джефферсон, президент (1801—1809)

## Африка
- Аусса — 
  - Эйдахис ибн Кадхафо Махаммад, султан (1779—1801)
  - Эйдахис ибн Махаммад ибн Эйдахис, султан (1801—1832)
- Ашанти — Осей Кваме, ашантихене (1777—1803)
- Баоль[фр.] — Амари Нгоне Ндела Кумба Фаль, тень[фр.] (1790—1809)
- Багирми — Абд ар-Рахман Гуранг, султан (1785—1806)
- Бамбара (империя Сегу) — Монсон Диарра, битон (1790—1808)
- Бамум — Мбуомбуо, мфон (султан)[англ.] (1757—1814)
- Бени-Аббас[англ.] — Бен Абдалла Бен Бузид Мокрани, султан[фр.] (1800—1830)
- Бенинское царство — Акенгбуда, оба[англ.] (1750—1804)
- Борну — Ахмад, маи[нем.] (1792—1808)
- Буганда — Семакоокиро, кабака (1797—1814)
- Буньоро — Ньямутукура Кьебамбе III, омукама (1786—1835)
- Бурунди — Нтаре IV Ругамба, мвами (король) (1796—1850)
- Бусса[англ.] — Киторо Гани Зара дан Джибрим, киб (1793—1835)
- Ваало[англ.] — Нжак Кумба Ксюри Йе Мбож, король (1795—1805)
- Вадаи — Мухаммад Салих Дерре ибн Джауда, колак (султан)[англ.] (1795—1803)
- Варсангали[англ.] — Мохамед Али, султан[кат.] (1789—1830)
- Вогодого — Дулугу, нааба (1783—1802)
- Волаитта (Велайта)[нем.] — Амадо, каво[англ.] (1800—1835)
- Гаро (Боша) — Дукамо, тато[англ.] (ок. 1790 — 1845)
- Гвирико[англ.] — Маган Вуле Уаттара, царь[англ.] (1749—1809)
- Дагомея — Адандозан, ахосу (1797—1818)
- Дамагарам — Ахмаду дан Танимун, султан (1799—1812)
- Дарфур — Мухаммад III Фадл ибн Абд аль-Рахман, султан (1799—1839)
- Денди[англ.] — Фоди Мейрумфа, аскья[англ.] (1798—1805)
- Денкира[англ.] — Овусу Бори I, денкирахене[англ.] (1793—1813)
- Джолоф — Мба Бури-Ньябу, буур-ба[англ.] (1800—1818)
- Имерина — Андрианампуйнимерина, король[англ.] (1787—1810)
- Кайор — Амари Нгоне Ндела Кумба Фаль, дамель (1790—1809)
- Кано[англ.] — Мухаммад аль-Вали, султан[англ.] (1781—1807)
- Каффа — Хотти Гинотшо, царь (1798—1821)
- Кенедугу — Фарима IV, фаама (ок.1800—ок.1820)
- Койя — Фарима IV, обаи (1793—1807)
- Конго — Энрике II, маниконго[англ.] (1794—1803)
- Лунда — Навеж II Дитенд, муата ямво (ок. 1800 — 1852)
- Мандара — Букар Д’Гжама, султан (1773—1828)
- Марокко — Мулай Слиман, султан (1792—1822)
- Массина — 
  - Йя Галло, ардо (1780—1801)
  - Гурори II, ардо (1801—1810)
- Матамба и Ндонго[англ.] — Франсиско II, король[англ.] (1767—1810)
- Нри[англ.] — Энвелеана I, эзе[англ.] (1795—1886)
- Руанда — Юхи IV Гахиндиро, мвами (1746—1802)
- Салум — Бирам Ндиеме Ньяхана Ндийе, маад (1787—1803)
- Свазиленд (Эватини) — Ндвунгунье, нгвеньяма (король) (1780—1815)
- Сеннар — Ранфи, мек (1798—1804)
- Такали[англ.] — 
  - Абакр I, мукук[англ.] (1800—1820)
  - Умар II, мукук[англ.] (1800—1835)
- Твифо-Хеман (Акваму)[англ.] — Окото Паньин, аквамухене (1781—1835)
- Трарза — Мохаммед ульд Али, эмир (1800—1827)
- Тунис — Хаммуда ибн Али, бей (1782—1814)
- Фута Торо — Абдул Кадер, альмаами[англ.] (1776—1804)
- Харар[англ.] — Ахмад II ибн Мухаммад, эмир[англ.] (1794—1821)
- Эфиопия — 
  - Деметрос, император (1799—1800, 1800—1801)
  - Эгвале Сейон, император (1801—1818)

## Европа
- Андорра — Франсеск Антони де ла Дуэнья-и-Киснерос, епископ Урхельский, князь-соправитель (1797—1816)
- Батавская республика — 
  - Исполнительная Директория (Uitvoerend Bewind)[англ.], высший исполнительный орган (1798—1801)
  - Государственный совет (Staatsbewind)[англ.], высший исполнительный орган (1801—1805)
- Валахия — 
  - Александр Мурузи, господарь (1793—1796, 1799—1801)
  - Михай III Суцу, господарь (1783—1786, 1791—1793, 1801—1802)
- Великобритания и Ирландия — 
  - Георг III, король (1760—1820)
  - Уильям Питт Младший, премьер-министр (1783—1801, 1804—1806)
  - Генри Эддингтон, премьер-министр (1801—1804)
- Венгрия — Франц I (император Франц II), король (1792—1835)
- Дания — Кристиан VII, король (1766—1808)
- Испания — Карл IV, король (1788—1808)
- Италия —
  - Лигурийская республика — Директория, высший исполнительный орган (1798—1802)
  - Неаполитанское королевство — Фердинанд IV, король (1759—1799, 1799—1806, 1815—1816)
  - Пармское герцогство — Фердинанд I, герцог (1765—1802)
  - Пьомбино — 
    - Антонио II Бонкомпаньи-Людовизи, князь (1777—1801)
    - оккупировано Францией (1801—1805)

  - Сардинское королевство — Карл Эммануил IV, король (1796—1802)
  - Сицилия — Фердинанд III, король (1759—1816)
  - Тосканское герцогство — 
    - Фердинандо III, великий герцог (1790—1801, 1814—1824)
    - в 1801 году упразднено (до 1814 года), на его территории создано королевство Этрурия

  - Цизальпинская республика — Исполнительный совет, высший исполнительный орган (1800—1802)
  - Королевство Этрурия — Людовик I, король (1801—1803)
- Молдавское княжество — 
  - Константин Ипсиланти, господарь (1799—1801)
  - Александр Суцу, господарь (1801—1802)
- Норвегия — Кристиан VII, король (1766—1808)
- Папская область — Пий VII, папа (1800—1823)
- Португалия — Мария I, королева (1777—1816)
- Пруссия — Фридрих Вильгельм III, король, курфюрст Бранденбургский (1797—1840)
  - Олесницкое княжество (герцогство Эльс) — Фридрих Август, князь (1792—1805)
- Российская империя — 
  - Павел I, император (1796—1801)
  - Александр I, император (1801—1825)
- Священная Римская империя — Франц II, император (1792—1806)
  - Австрия — Франц I (император Франц II), эрцгерцог (1792—1804)
  - Ангальт —
    - Ангальт-Бернбург — Алексиус Фридрих, князь (1796—1807)
    - Ангальт-Бернбург-Шаумбург-Хойм — Карл Людвиг, князь[англ.] (1772—1806)
    - Ангальт-Дессау — Леопольд III, князь (1751—1817)
    - Ангальт-Кётен — Август Кристиан, князь (1789—1806)

  - Бавария — Максимилиан IV, курфюрст (1799—1806)
  - Баден — Карл Фридрих, маркграф (1771—1803)
  - Брауншвейг-Вольфенбюттель — Карл Вильгельм Фердинанд, герцог (1780—1806)
    - Брауншвейг-Вольфенбюттель-Беверн — Фридрих Карл, герцог (1746—1809)

  - Вальдек-Пирмонт — Фридрих Карл Август, князь (1763—1812)
  - Вюртемберг — Фридрих I Вильгельм, герцог (1797—1803)
  - Ганноверское курфюршество (Брауншвейг-Люнебург) — Георг III, курфюрст (1760—1814)
  - Гессен —
    - Гессен-Гомбург — Фридрих V, ландграф (1751—1820)
    - Гессен-Дармштадт — Людвиг X, ландграф (1790—1806)
    - Гессен-Кассель — Вильгельм I, ландграф (1785—1803)
    - Гессен-Ротенбург — Карл Эммануэль, ландграф (1778—1812)
    - Гессен-Филипсталь — Вильгельм, ландграф (1770—1806)
      - Гессен-Филипсталь-Бархфельд — Адольф, ландграф (1777—1803)

  - Гогенцоллерн-Гехинген — Герман, князь (1798—1810)
  - Гогенцоллерн-Зигмаринген — Антон Алоис, князь (1785—1831)
  - Кёльнское курфюршество — 
    - Максимилиан Франц Австрийский, курфюрст (1784—1801)
    - Антон Виктор Австрийский, курфюрст (1801—1803)

  - Лихтенштейн — Алоис I, князь (1781—1805)
  - Майнцское курфюршество — Фридрих Карл Йозеф фон Эрталь, курфюрст (1774—1802)
  - Мекленбург —
    - Мекленбург-Стрелиц — Карл II, герцог (1794—1815)
    - Мекленбург-Шверин — Фридрих Франц I, герцог (1785—1815)

  - Нассау —
    - Нассау-Вейльбург — Фридрих Вильгельм, князь (1788—1816)
    - Нассау-Узинген — Карл Вильгельм, князь (1775—1803)
    - Оранж-Нассау[англ.] — Вильгельм V Оранский, князь[англ.] (1751—1806)

  - Ольденбург — Петер Фридрих Вильгельм, герцог (1785—1823)
  - Пфальц — Максимилиан IV, курфюрст (1799—1803)
  - Рейсс-Грейц — Генрих XIII, князь (1800—1817)
  - Саксония — Фридрих Август III, курфюрст (1763—1806)
    - Саксен-Веймар — Карл Август, герцог (1758—1809)
    - Саксен-Гильдбурггаузен — Фридрих, герцог (1780—1826)
    - Саксен-Гота-Альтенбург — Эрнст II, герцог (1772—1804)
    - Саксен-Кобург-Заальфельд — Франц, герцог (1800—1806)
    - Саксен-Мейнинген — Георг I, герцог (1782—1803)
    - Саксен-Эйзенах — Карл Август, герцог (1758—1809)

  - Трирское курфюршество — Клеменс Венцеслав Саксонский, курфюрст (1768—1803)
  - Чехия — Франц I (император Франц II), король (1792—1835)
  - Шаумбург-Липпе — Георг Вильгельм, граф (1787—1807)
  - Шварцбург-Зондерсгаузен — Гюнтер Фридрих Карл I (князь Шварцбург-Зондерсгаузена), князь (1794—1835)
  - Шварцбург-Рудольштадт — Людвиг Фридрих II, князь (1793—1807)
- Франция — Наполеон Бонапарт, первый консул (1799—1804)
- Швеция — Густав IV Адольф, король (1792—1809)

## Океания
- Гавайи — Камеамеа I, король (1795—1819)
- Таити — Помаре I, король (1788—1803)

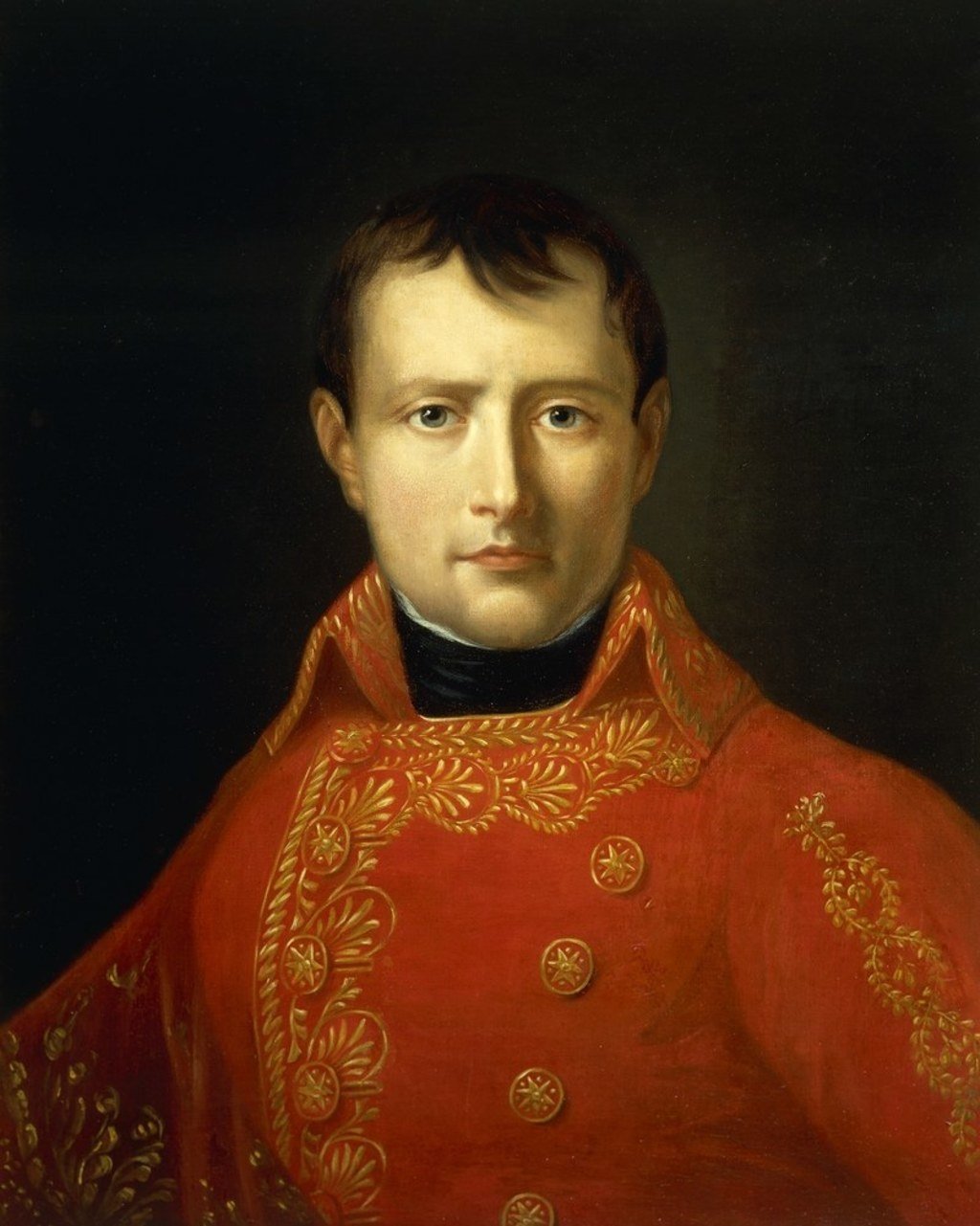
Наполеон Бонапарт 1799-1804 Первый консул Французской Республики
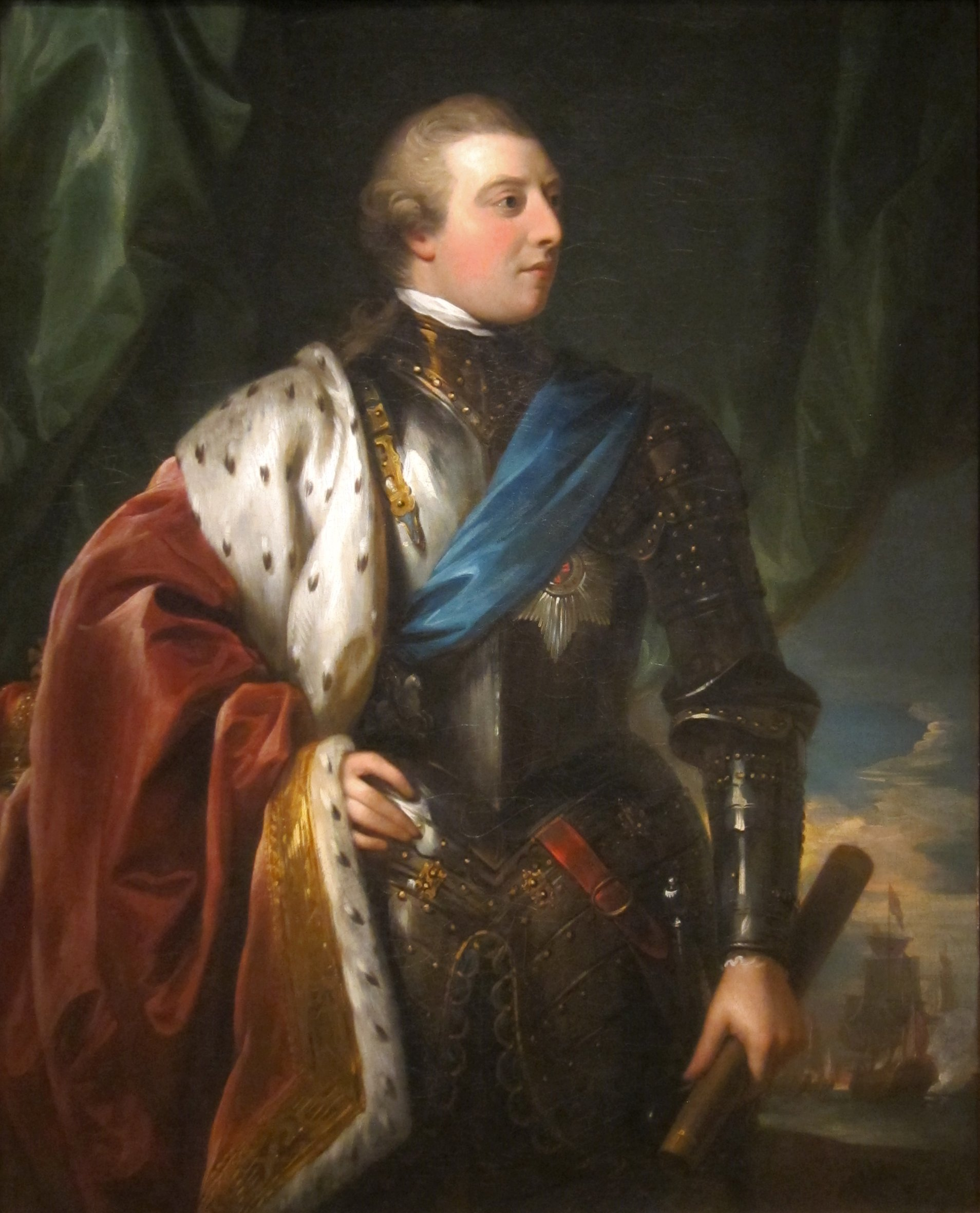
Георг III 1760-1820 Король Великобритании  и курфюрст Ганноверский
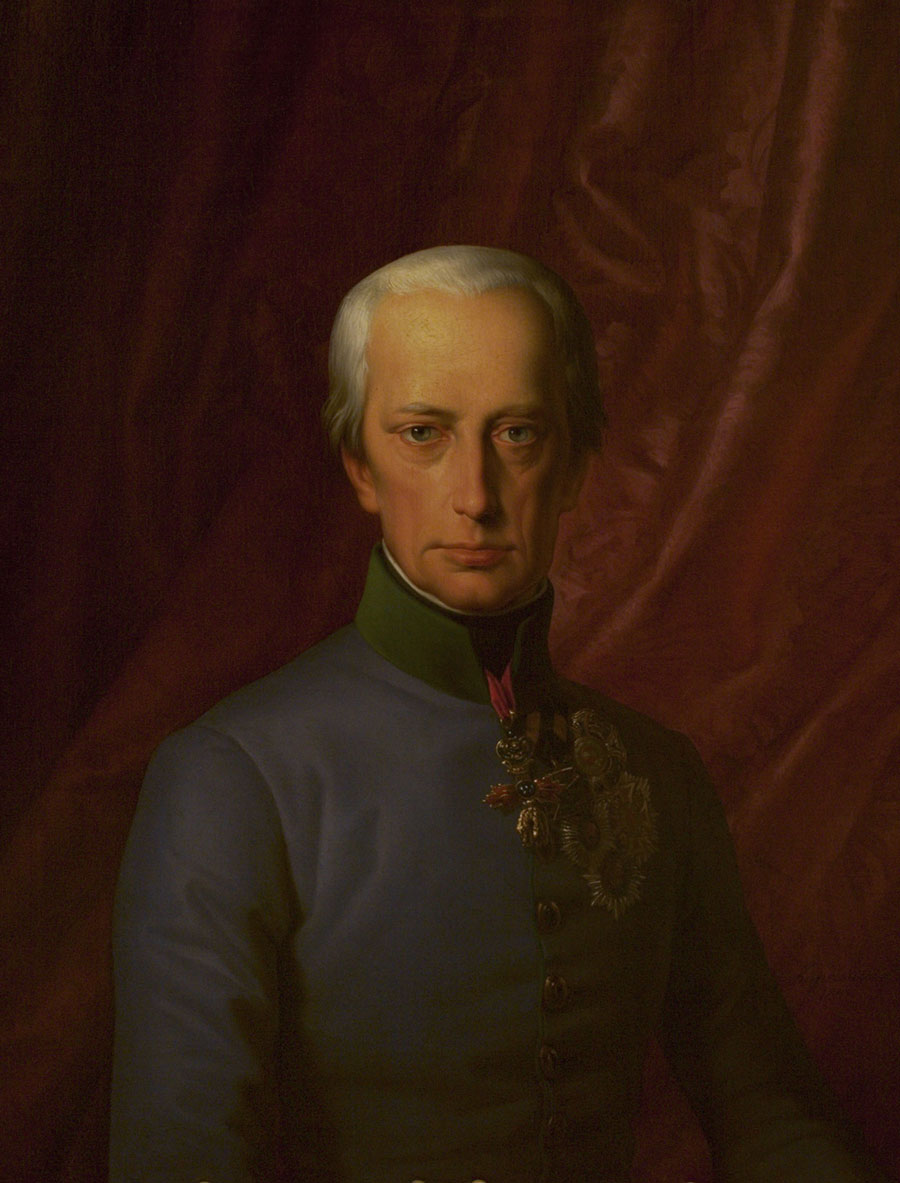
Франц II 1792-1806 Император Священной Римской империи, король Венгрии и Чехии
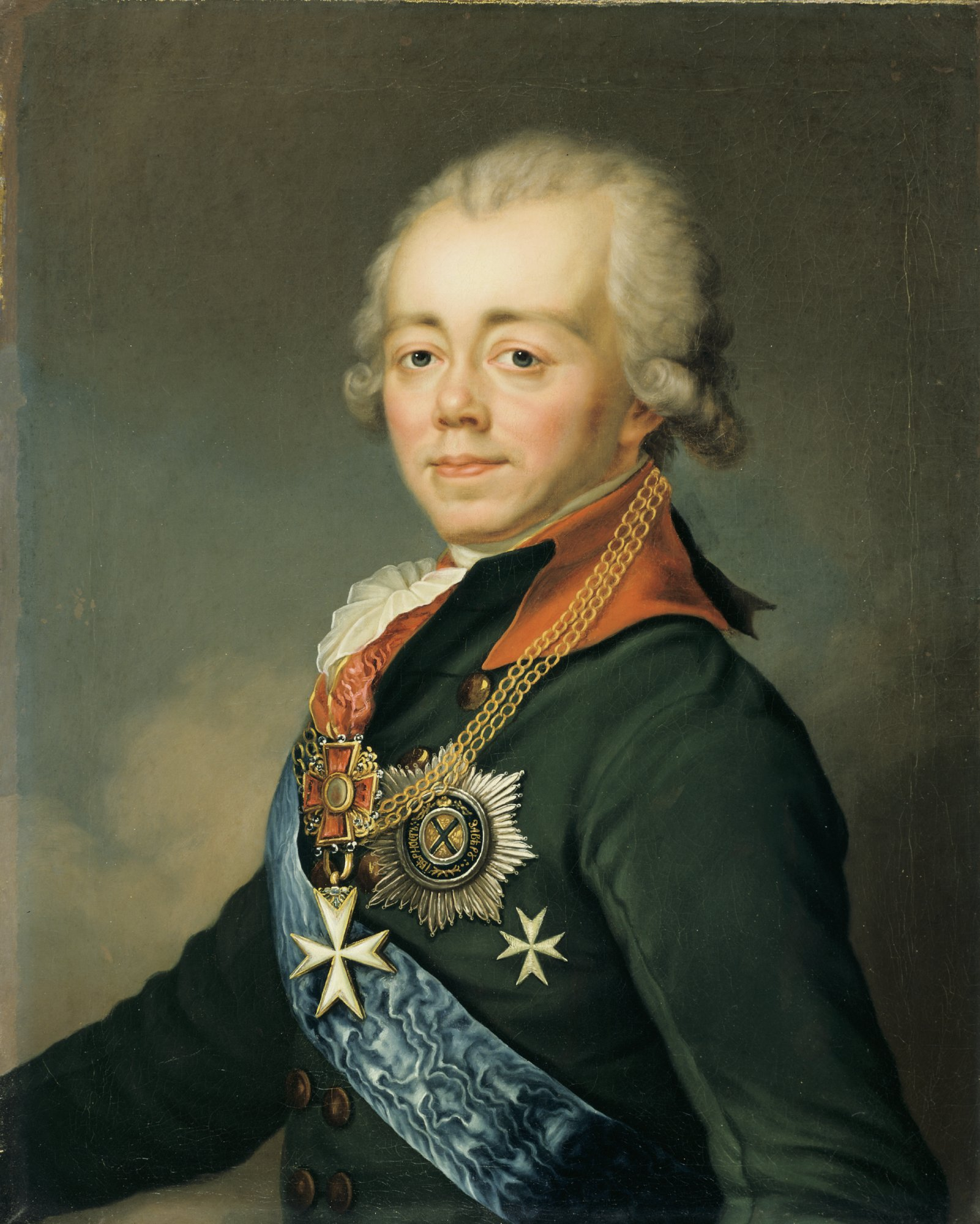
Павел I 1796-1801 Император Всероссийский
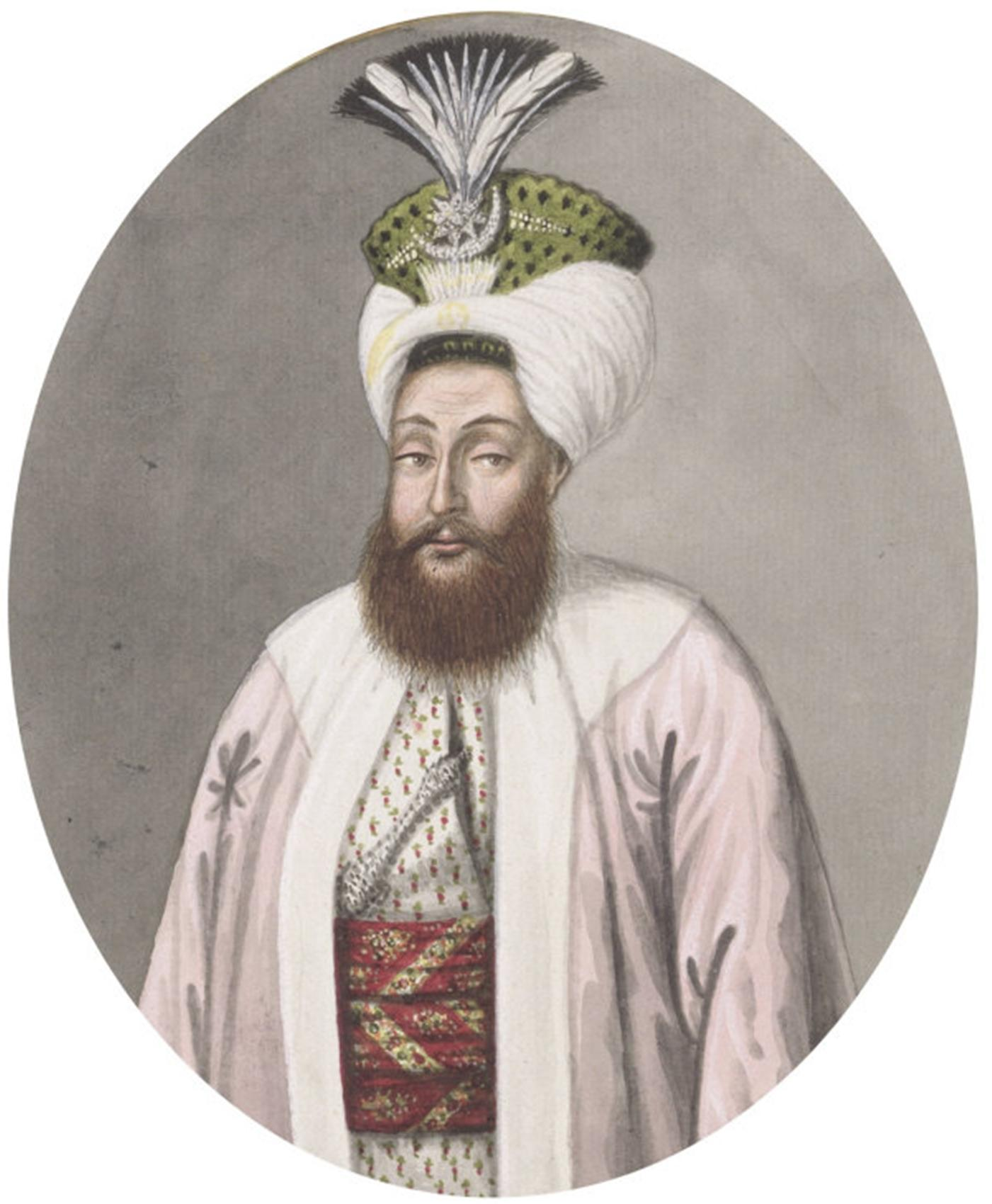
Селим III 1789-1803 Османский султан
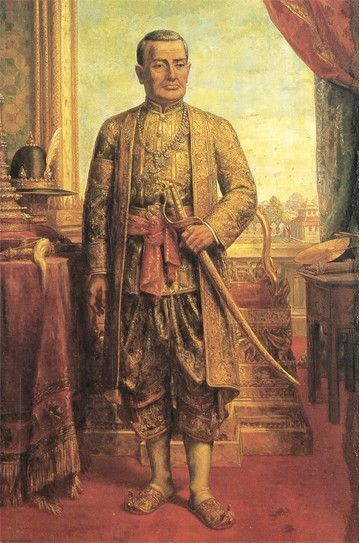
Рама I 1782-1809 Король Сиама
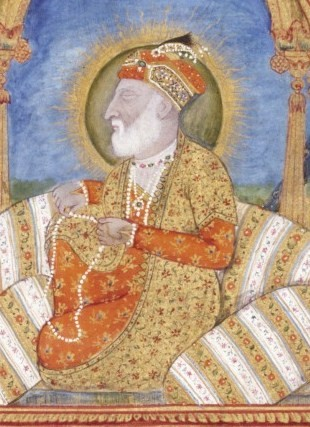
Шах Алам II 1759-1806 Падишах империи Великих Моголов
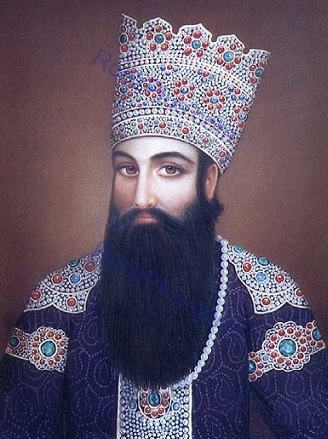
Фетх Али 1797-1834 Шах Ирана
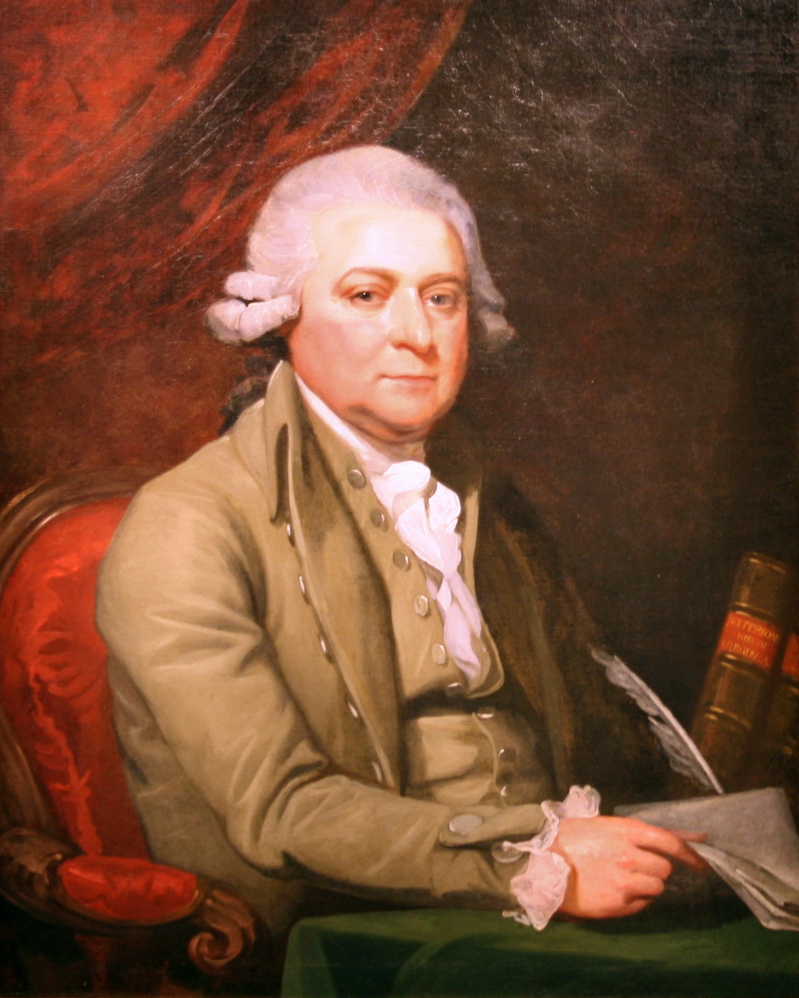
Джон Адамс 1797-1801 Президент США
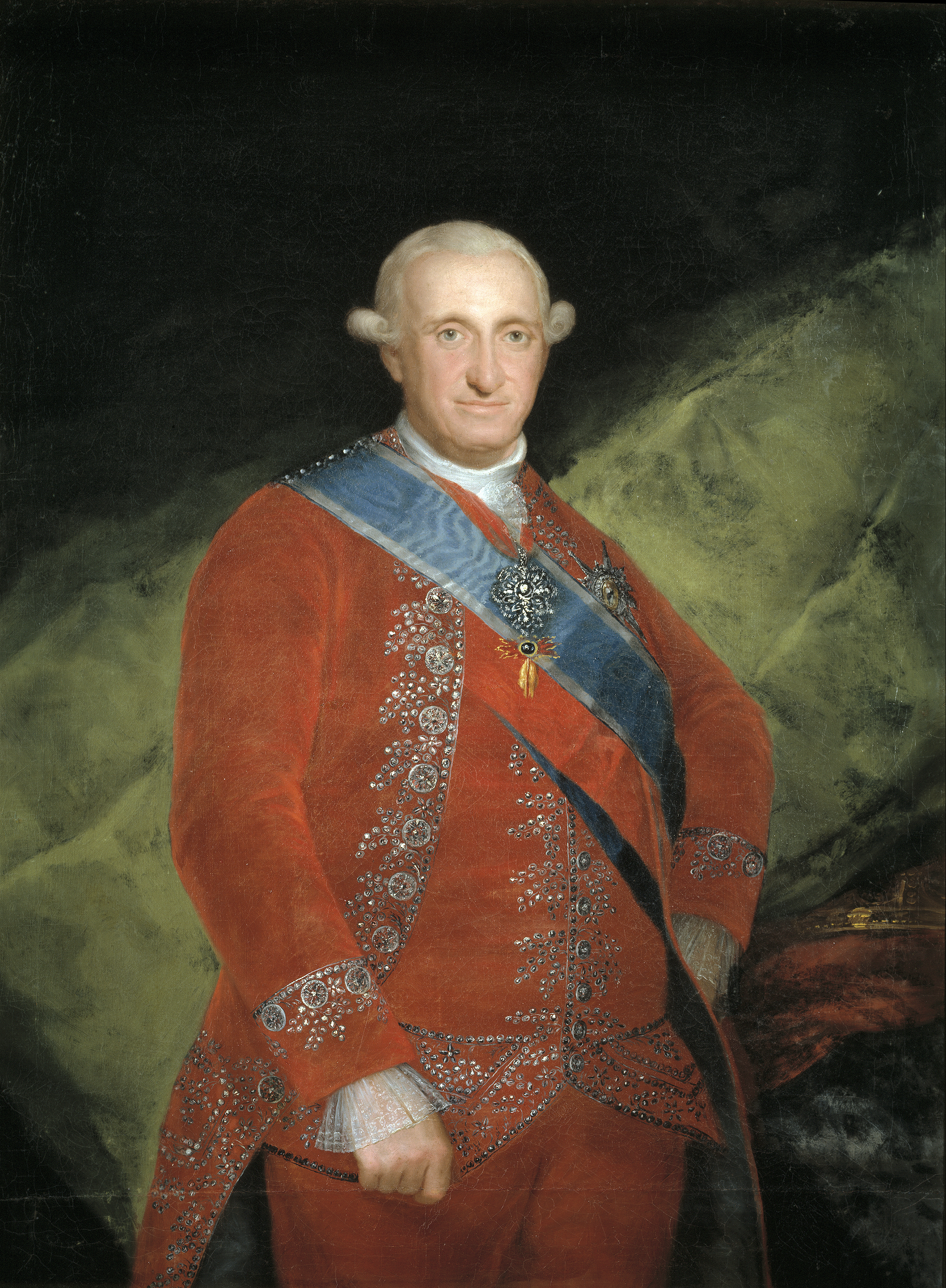
Карл IV 1788-1808 Король Испании
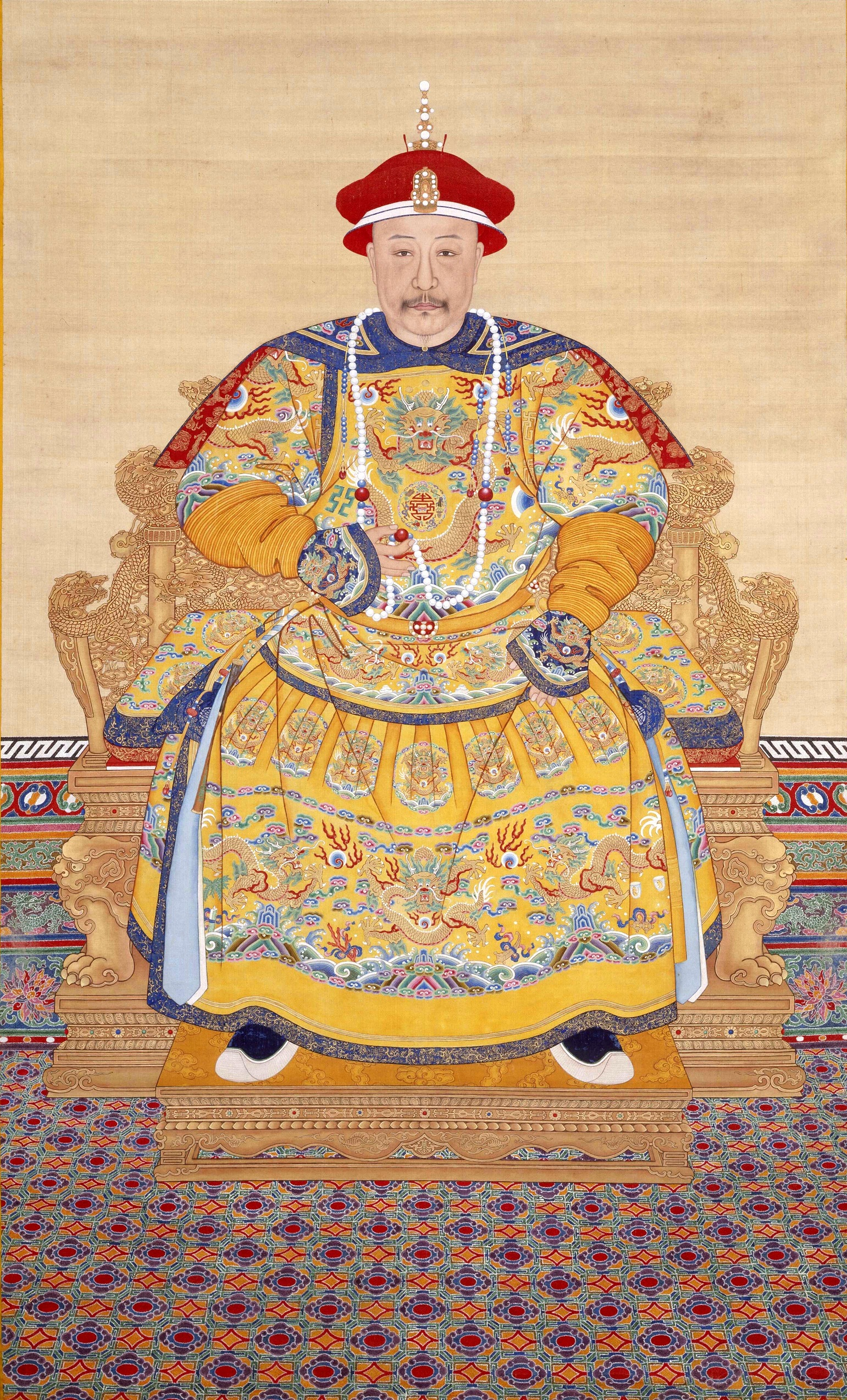
Цзяцин (Юнъянь) 1796-1820 Император Китая (Цин)
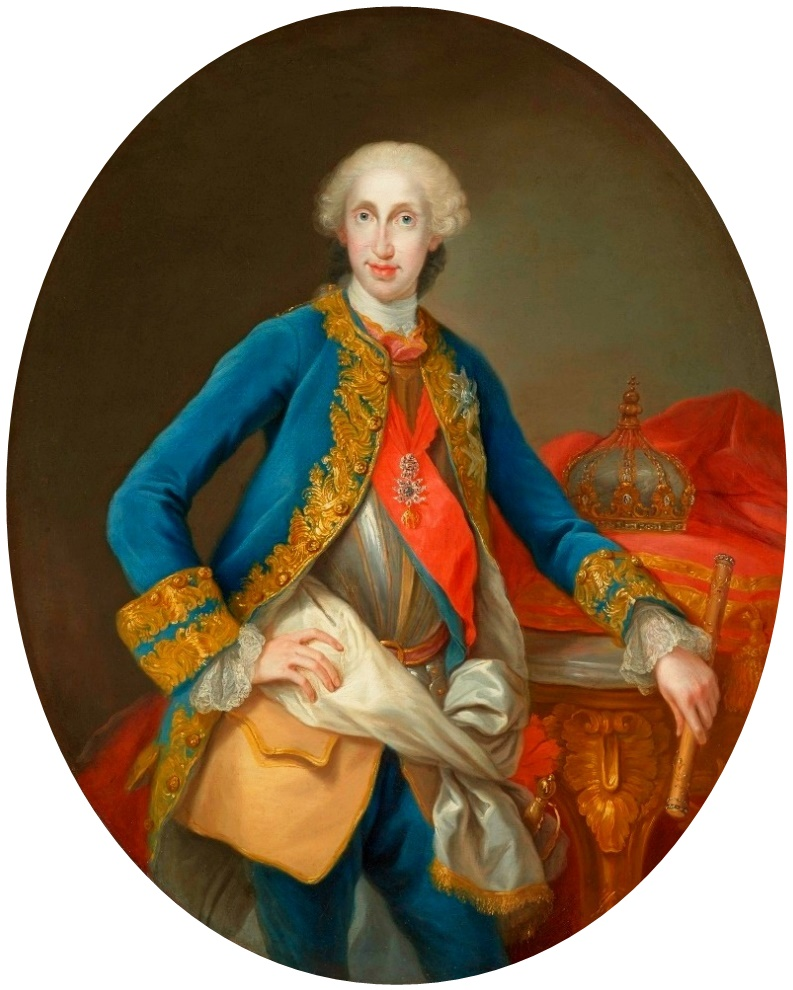
Фердинанд III (IV) 1759-1799,1799-1806,1815-1816 Король Неаполя и Сицилии
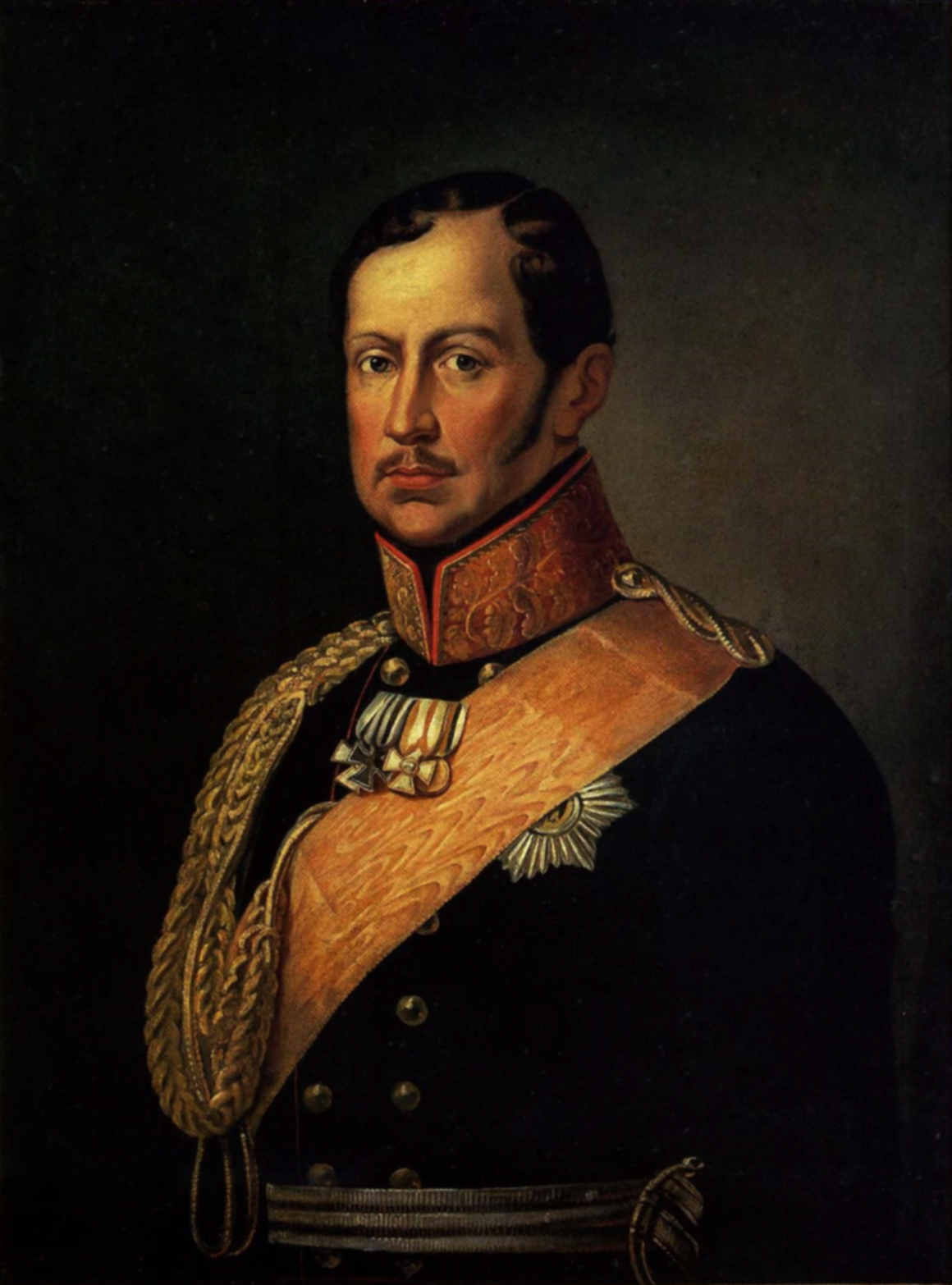
Фридрих Вильгельм III 1797-1840 Король Пруссии и курфюрст Бранденбургский
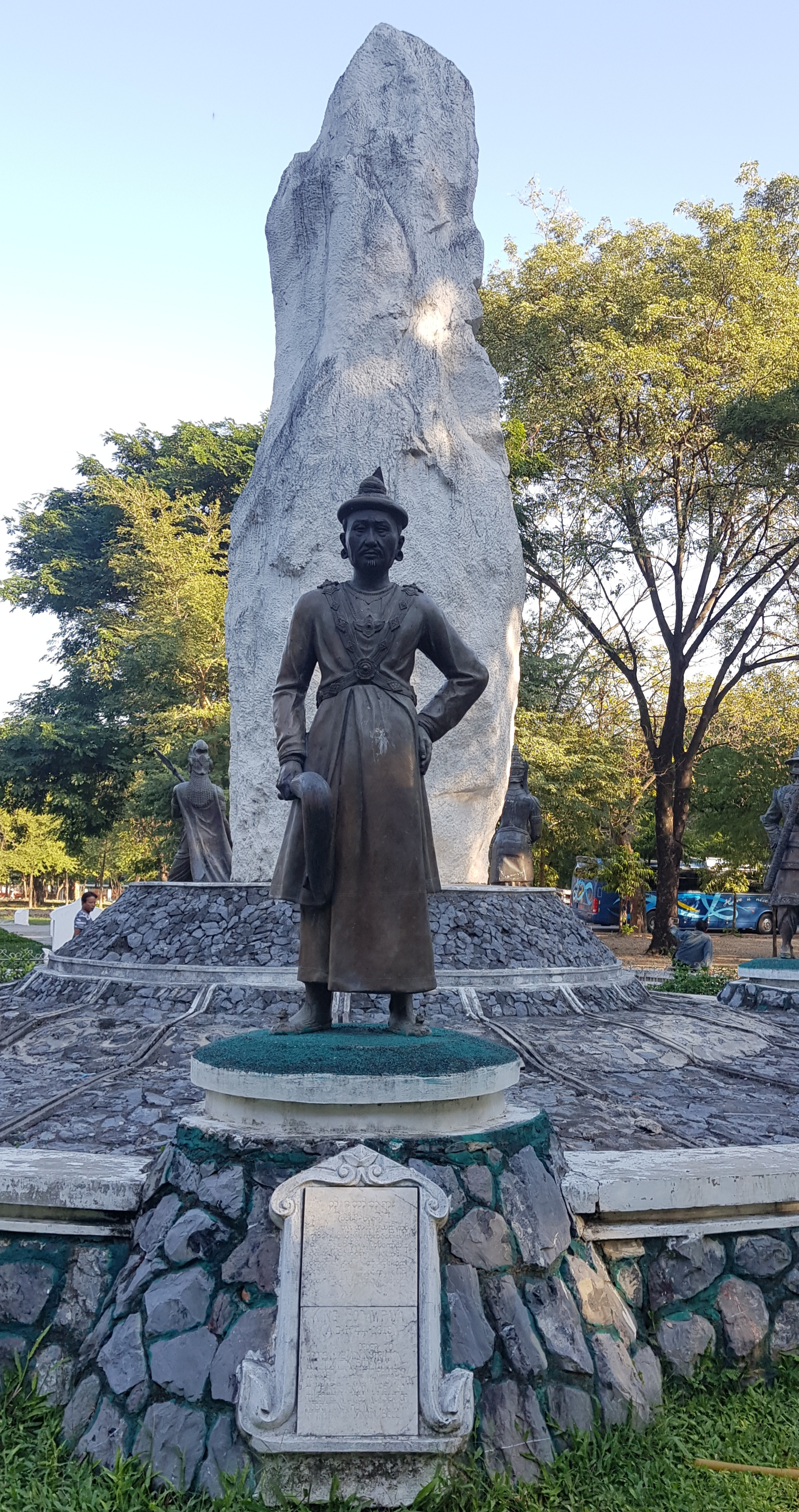
Бодопайя 1782-1819 Царь Бирмы
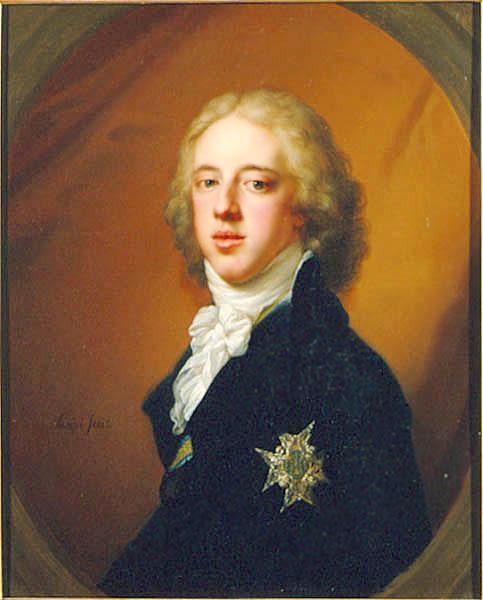
Густав IV Адольф 1792-1809 Король Швеции
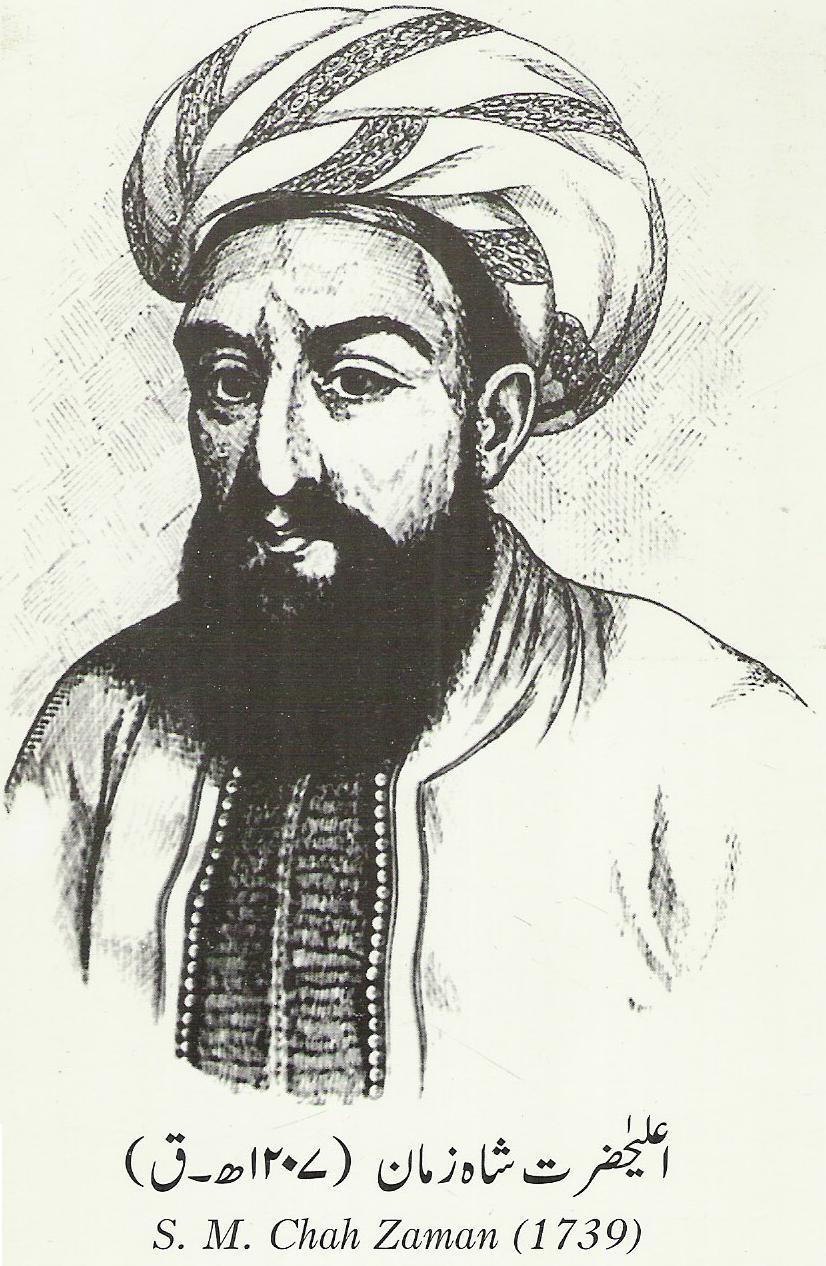
Земан-Шах Дуррани 1793-1801 Шах Дурранийской империи
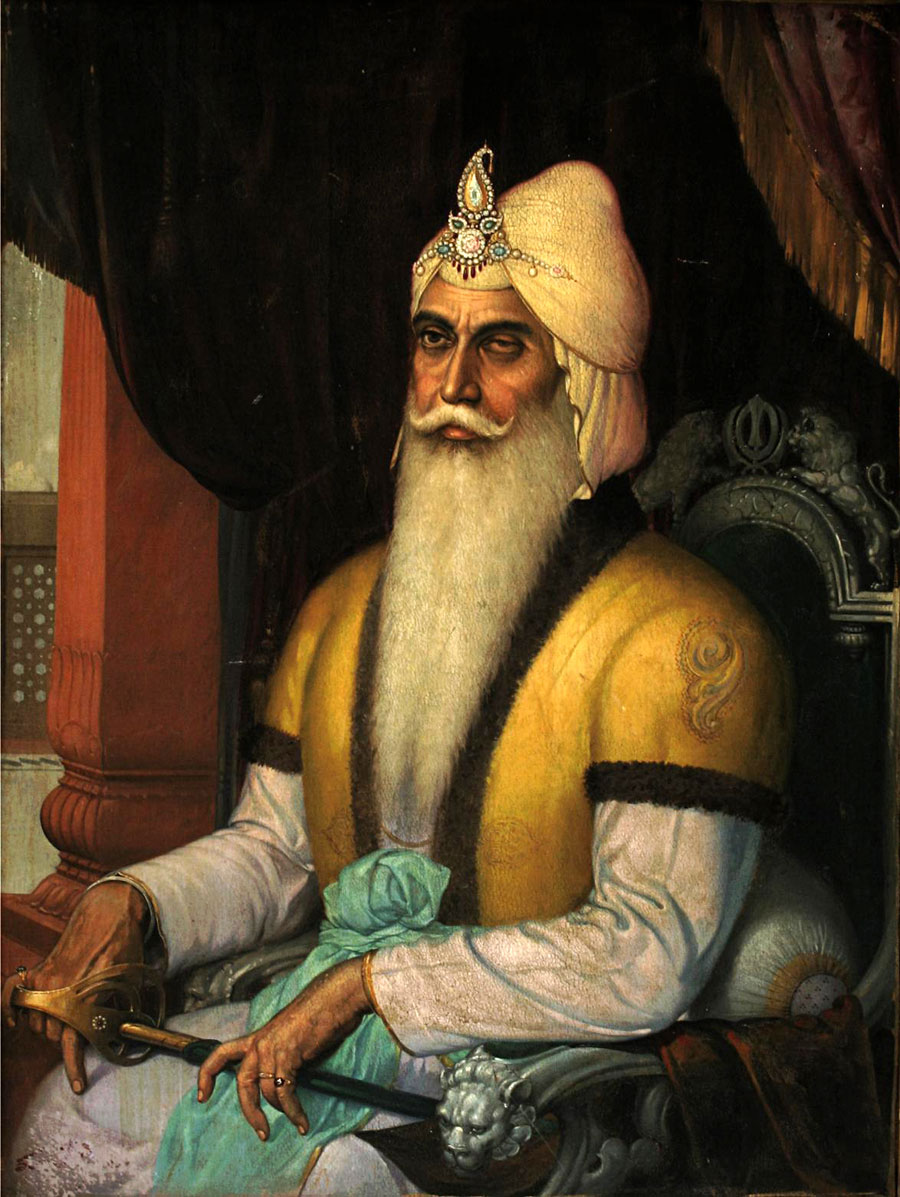
Ранджит Сингх 1801-1839 Махараджа сикхов
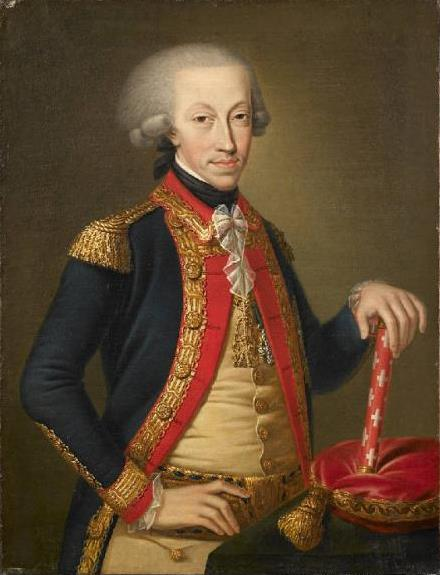
Карл Эммануил IV 1796-1802 Король Сардинии
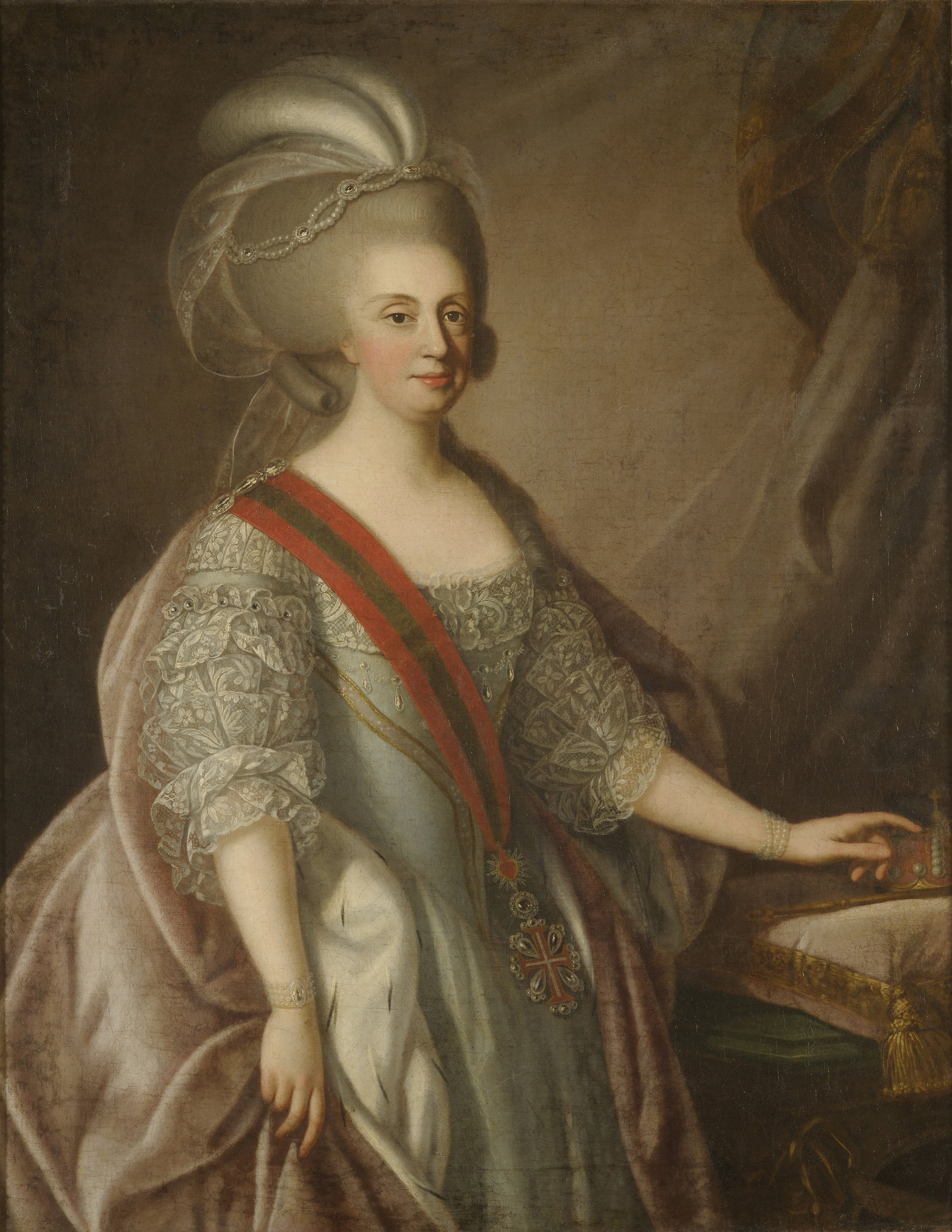
Мария I 1777-1816 Королева Португалии
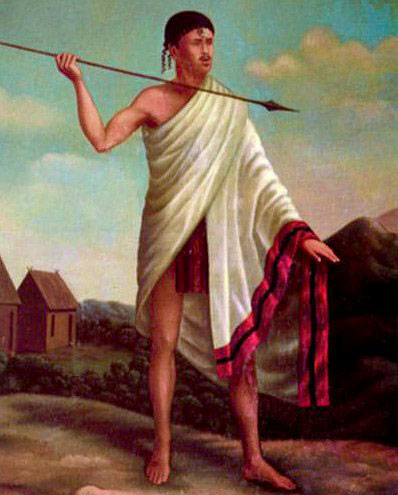
Андрианампуйнимерина 1787-1810 Король Имерины
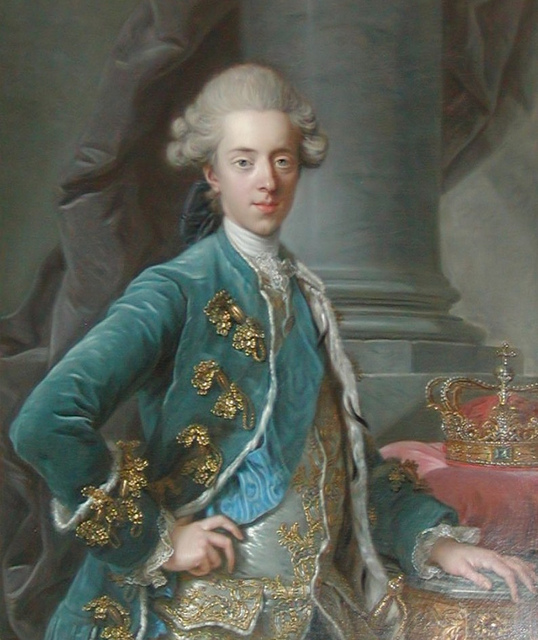
Кристиан VII 1766-1808 Король Дании и Норвегии
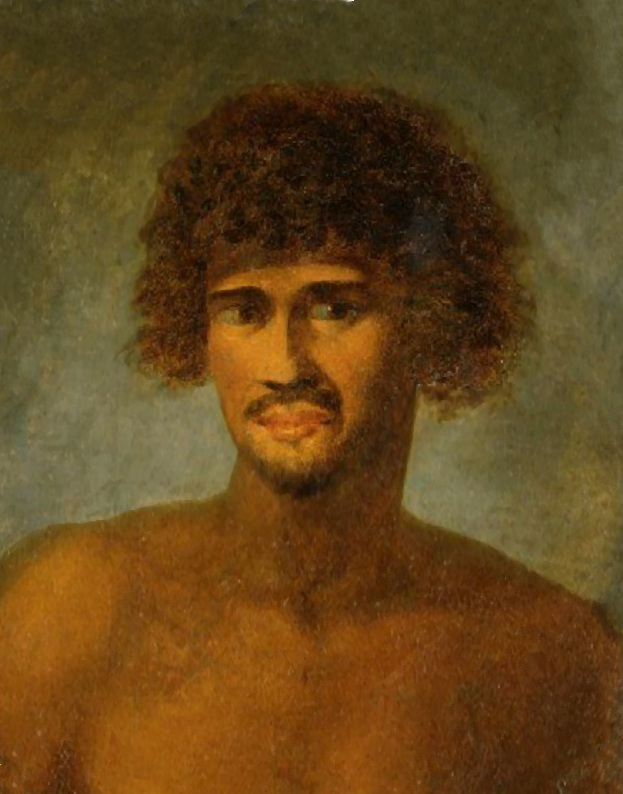
Помаре I 1788-1803 Король Таити
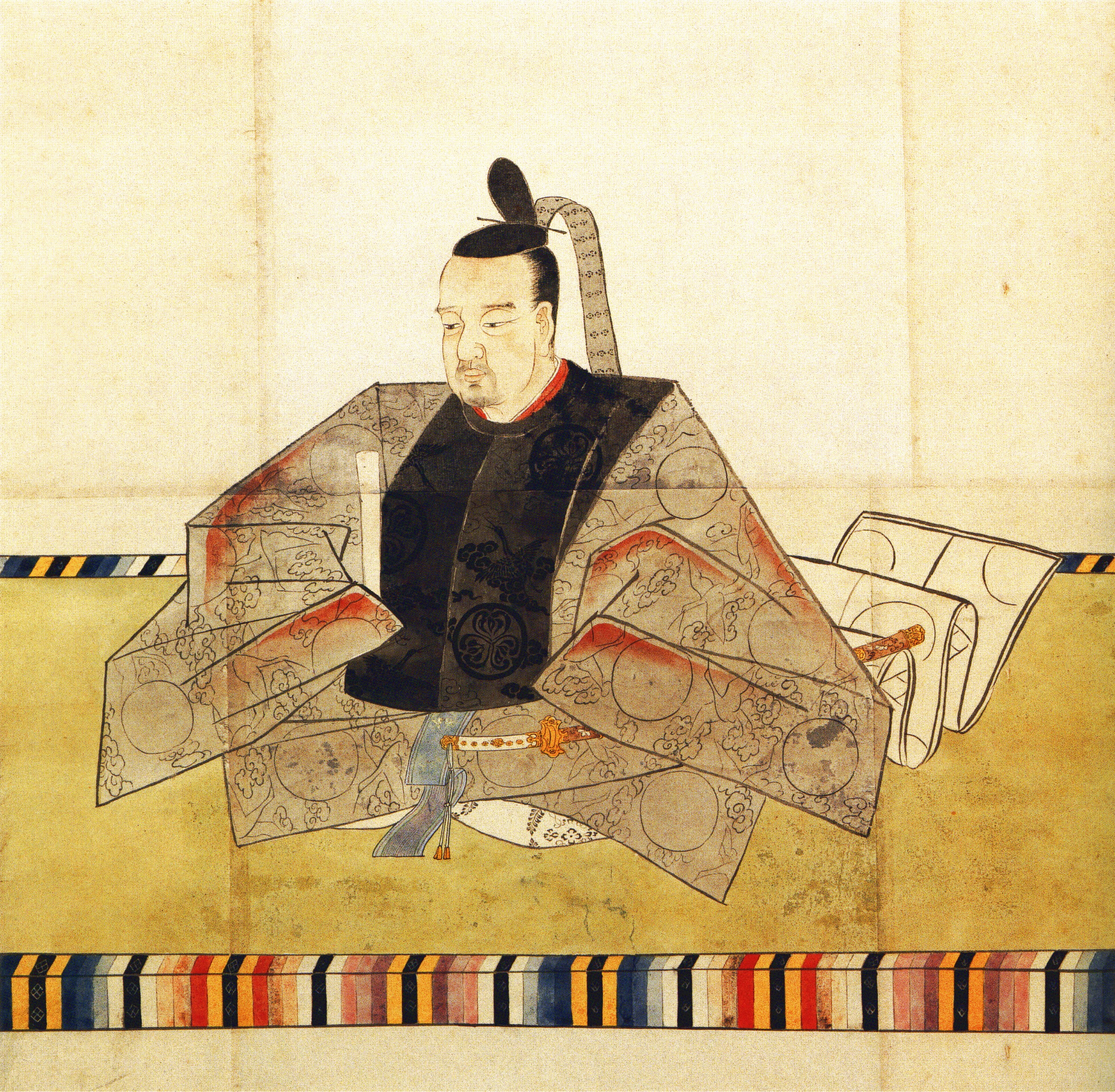
Токугава Иэнари 1787-1837 Сёгун Японии
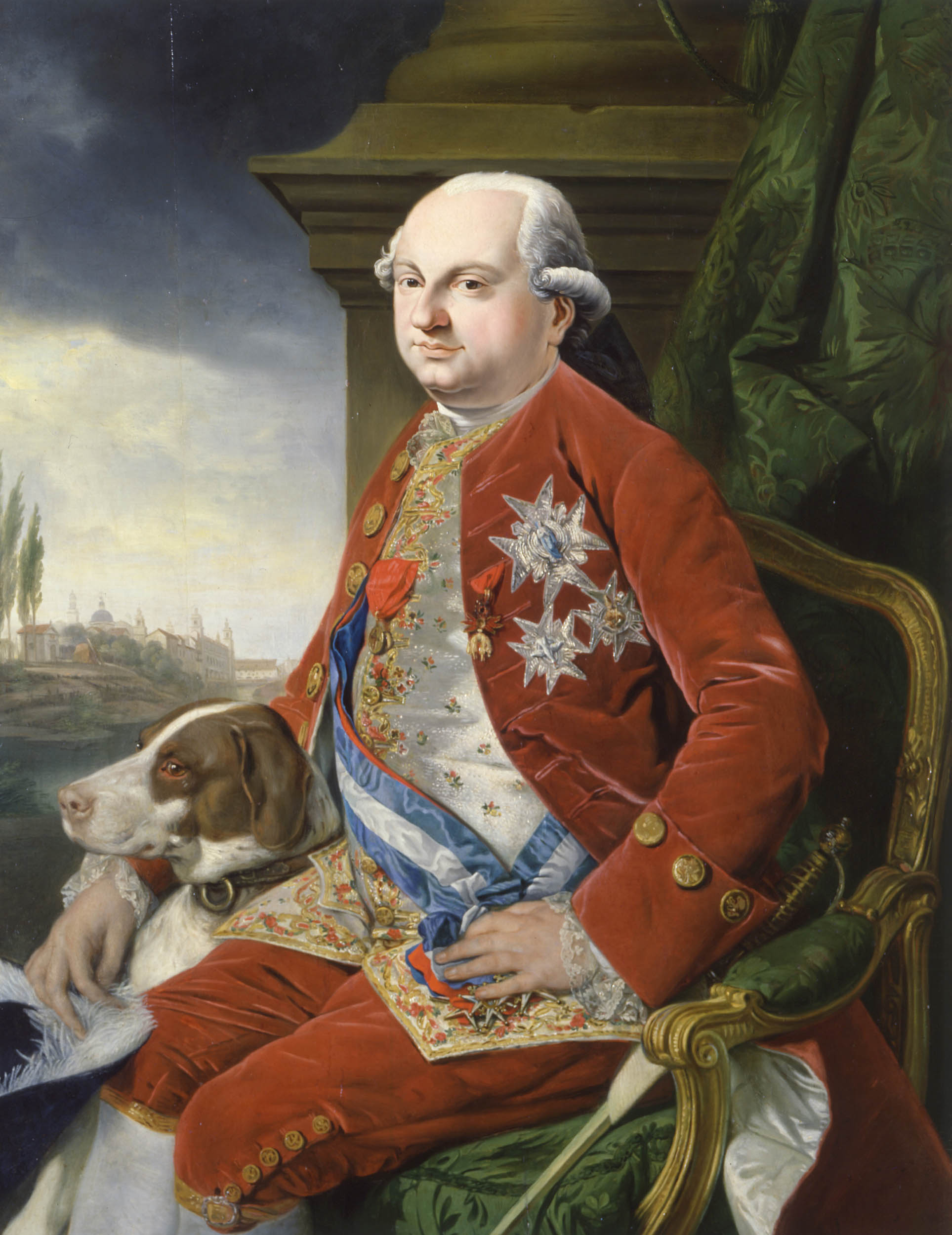
Фердинанд I 1765-1802 Герцог Пармский
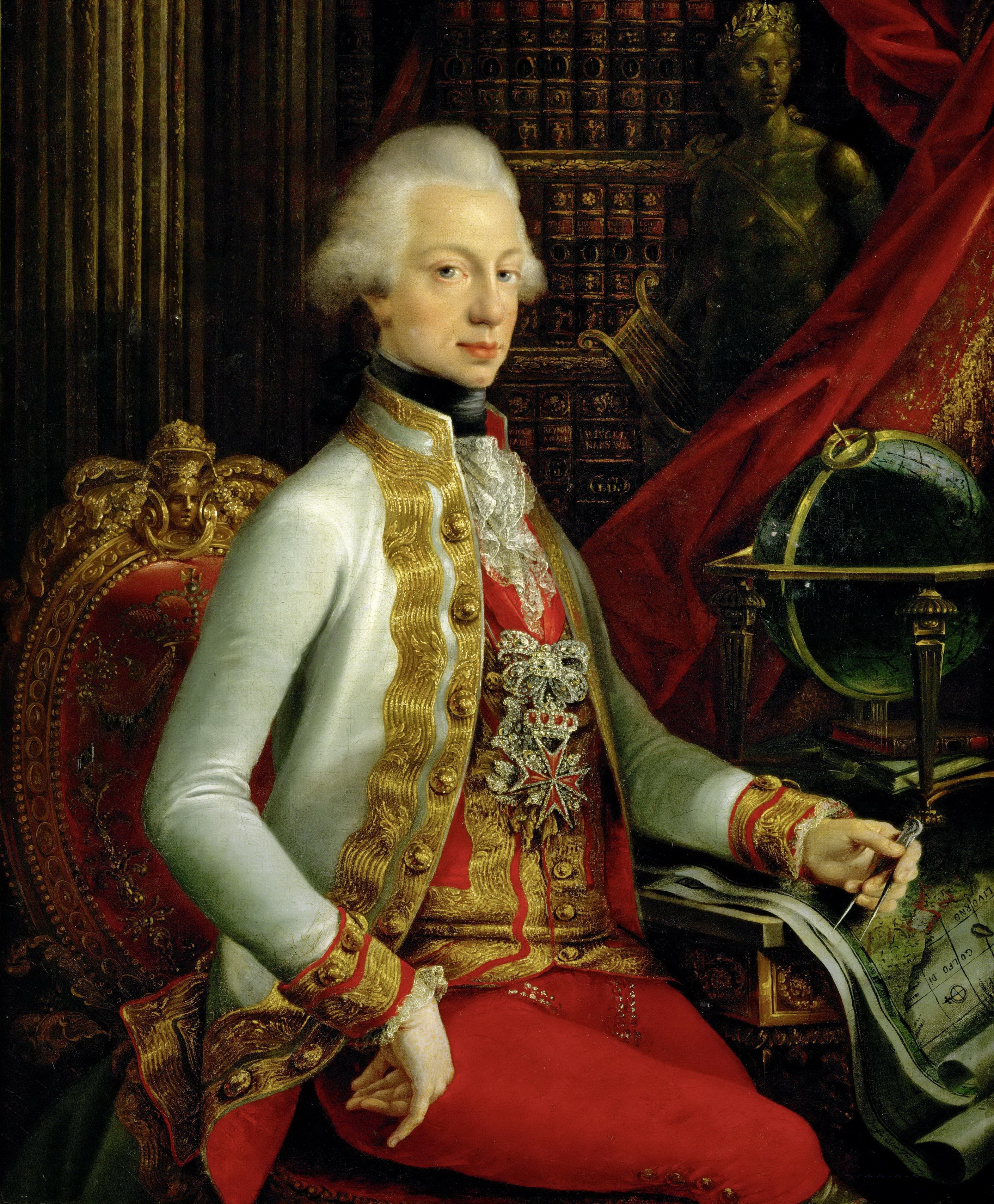
Фердинандо III 1790-1801, 1814-1824 Великий герцог Тосканский
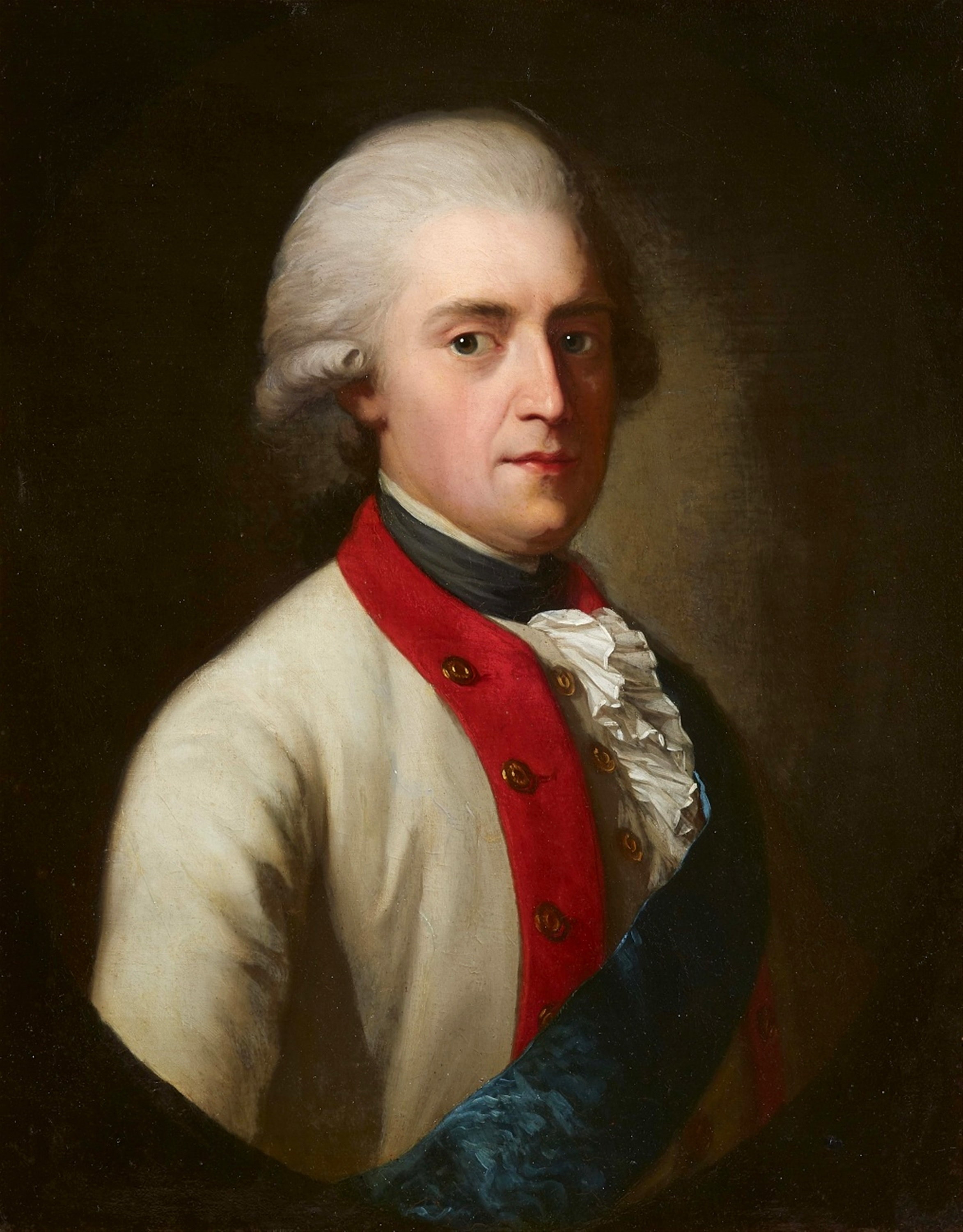
Фридрих Август III 1763-1806 Курфюрст Саксонский
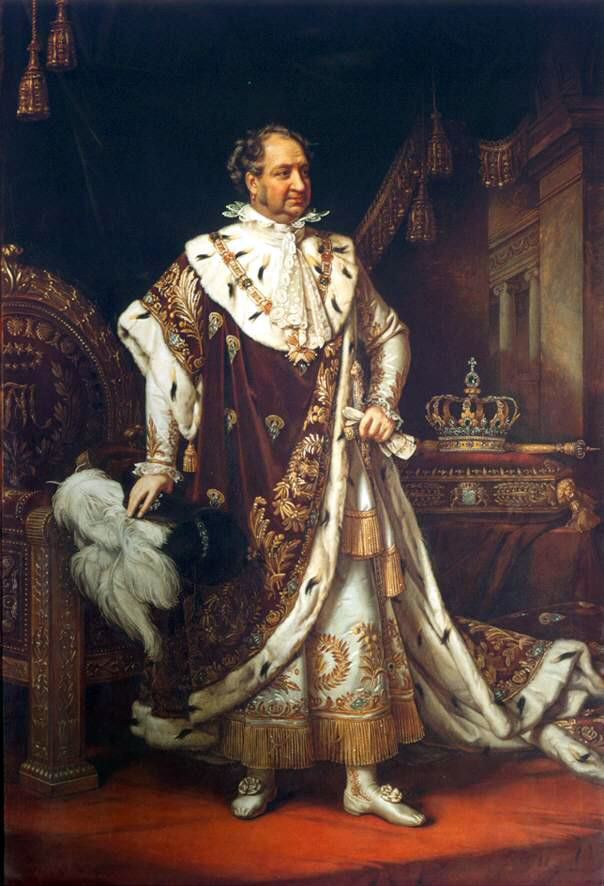
Максимилиан IV 1799-1806 Курфюрст Баварии и Пфальца
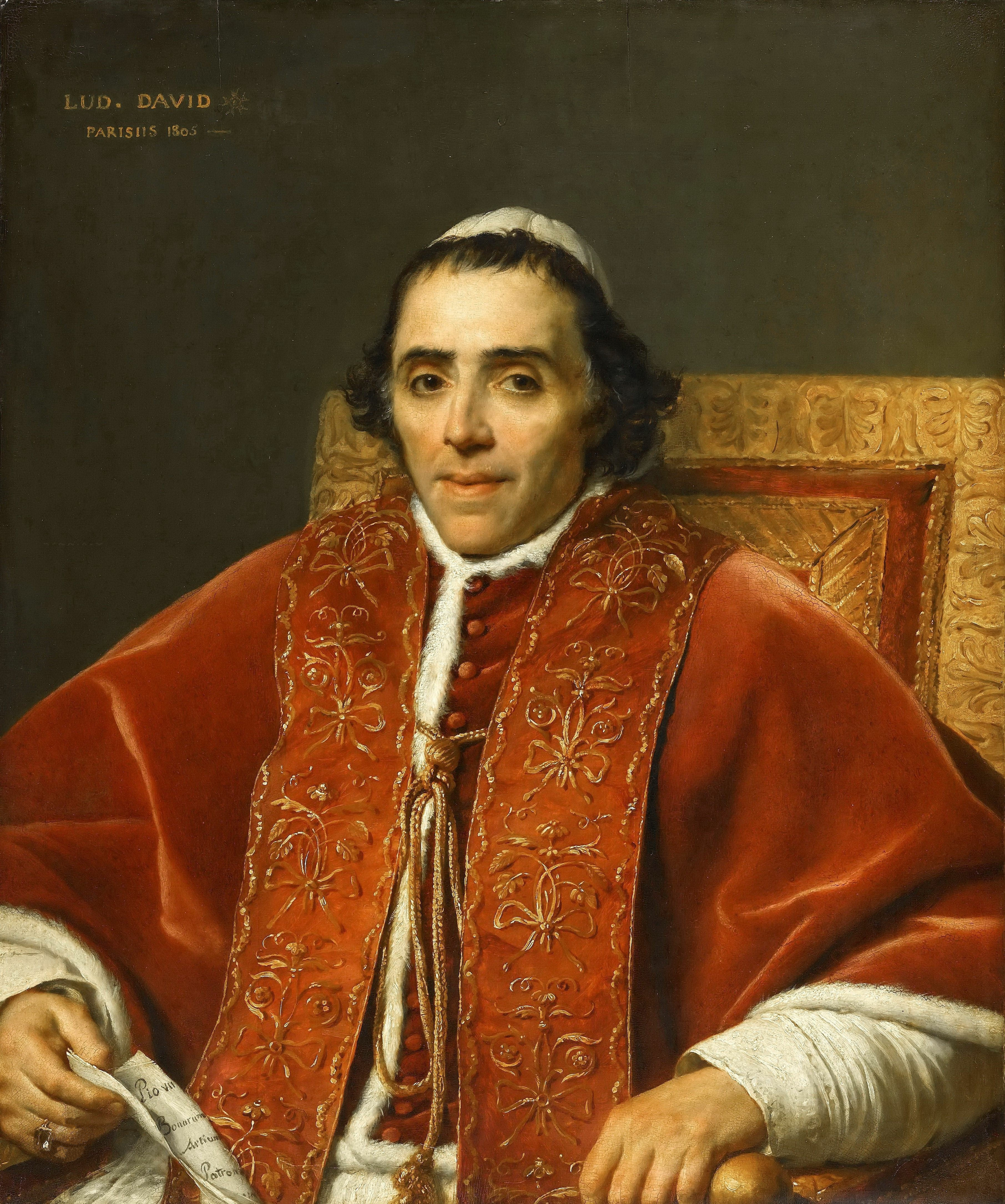
Пий VII 1800-1823 Папа Римский